# Kaputt
Kaputt es una novela autobiográfica escrita por el italiano Curzio Malaparte, publicada originalmente en 1944. En esta novela compuesta por diecinueve capítulos en seis partes, el autor relata su experiencia como corresponsal de guerra del Corriere della Sera en el frente oriental durante la Segunda Guerra Mundial. Su historia, que oscila entre la autobiografía y la ficción, teñida de un humor frío y descripciones de un realismo lírico, constituye un testimonio de guerra cruel y en ocasiones morboso, que se perfila como el mejor documento del clima moral que alcanzó su clímax en la confrontación.

## Resumen
Encadenando cenas sociales y discusiones con aristócratas estrafalarios, Curzio Malaparte aprovecha la oportunidad para narrar anécdotas de sus reportajes en los países del Este durante la Segunda Guerra Mundial. Su universo contiene pensamientos retroactivos que a menudo mezclan la realidad con la ficción y, en ocasiones, rayan en lo burlesco, especialmente cuando describe las emociones y sentimientos de un perro. Siempre con una mirada cínica y un humor negro, pinta un cuadro de una Europa decadente sumida en una violencia cada vez mayor. El libro trata sobre el pogromo de Iasi, el gueto de Varsovia y una granja colectiva ucraniana que muestran la crueldad de la guerra. Pero junto a estas crueles anécdotas, los acontecimientos sociales del autor, especialmente en Varsovia con el gobernador general Frank, presentan otra Europa, la de una aristocracia nacionalista gobernante, moralmente corrupta y fuera de sintonía con los problemas reales de la guerra.
Este libro relata, con un humor helado y feroz, envuelto en un barroco morboso, su experiencia como corresponsal de guerra en Oriente. Constituye un testimonio cruel y realista de este período en el que Europa fue destruida. El terror y el asombro se mezclan en una realidad mágica: “El lago era como una inmensa losa de mármol blanco sobre la que estaban colocadas cientos y cientos de cabezas de caballo. Las cabezas parecían cortadas con un cuchillo, solas, emergiendo de la corteza de hielo. Todas las cabezas se volvieron hacia la orilla. En los ojos dilatados todavía se podía ver el terror brillando como una llama blanca." Como escribió Henri Barbusse en Le Feu: "Es la verdad de las cosas lo que es una locura". El crítico contemporáneo Gianni Grana señala: “Cabría preguntarse si otro libro europeo ha sido capaz de combinar en este momento tantos reportajes vividos, profesión literaria y amplitud de invención; tanto genio evocador, sentido poético complejo, en la conciencia de la crisis y la derrota de Europa, en la masacre de sus pueblos y la caída definitiva de la civilización cristiana y moderna, eurocéntrica. La novela entrega un testimonio complejo, entre el realismo visionario y la evocación imaginaria: una meditación histórica imbuida de moralismo cristiano, utilizando una cantidad de hechos y emociones registradas en los distintos teatros de los desastres europeos durante el período en que Malaparte estuvo en la prensa como corresponsal de guerra. Pero la presencia, en Europa, víctima de la guerra, del terrible miedo alemán no impide que el escritor opere, a través de su reflexión y su invención, ese desapego necesario para la meditación literaria y lingüística más exigente. Utiliza así una técnica muy sutil de composición de los episodios, encajados unos dentro de otros según una textura refinada y paradójica en la que se inserta una página de reflexión, con sus puntos moralistas, y la evocación ilusionista, que da forma al memorial de descripción de la escenografía de terror. El conjunto está unido por acordes temáticos más amplios, a veces preciosas asonancias musicales y pinturas simbólicas de gran energía figurativa. Espectáculo barroco, o incluso neobarroco contemporáneo, hecho de erudición literaria y pictórica, cuyos elementos cobran una función en la composición del conjunto: todos los detalles contribuyen a la construcción emblemática de pinturas surrealistas, mostrando una realidad absurda y apocalíptica, en tono expresionista."

## Personajes
- Curzio Malaparte : personaje principal del libro y narrador.
- Príncipe Eugenio : hermano del rey Gustavo V de Suecia. Amigo de Malaparte.
- Axel Munthe : Psiquiatra sueco y huésped del príncipe Eugenio en el libro.
- Conde Agustín de Foxà : escritor, periodista y diplomático falangista español. Es el representante diplomático de España en Finlandia durante la estancia de Malaparte en este país.
- Hans Frank, Reichminister de Polonia  y su esposa Brigitte. Anfitriones de Malaparte en Varsovia.
- Emil Gassner y su esposa.
- Otto Wächter, gobernador de Cracovia, y su esposa.
- General Dietl, conquistador de Narvik.
- Heinrich Himmler, Reichsführer-SS.
- General von Schobert, comandante del XI Ejército .
- Oswald Mosley, líder británico del partido Unión de fascistas.
- Gustaf Braun von Stumm y su esposa Giuseppina.
- Ante Pavelić, Poglavnik de Croacia.
- Galeazzo Ciano, yerno de Benito Mussolini.
- Max Schmeling, boxeador.

## Lugares
- Jassy ( Iași ) : ciudad del noreste de Rumanía en la que Malaparte dice haber sido testigo de un pogromo (ver Pogrom de Iași).
- Varsovia : ciudad de Polonia en la que el Reichminister Frank recibe a Malaparte. En esta ciudad, el autor relata en particular su visita al famoso gueto.
- Helsinki : ciudad de Finlandia donde Malaparte vivió durante dos años y terminó de escribir su libro.
- Roma: donde se derrumba la buena sociedad italiana.
- Nápoles, descrita en el último capítulo. En 1943, los ricos abandonaron la ciudad bombardeada. Solo quedaron los más pobres.

## Contexto de publicación de la obra
Curzio Malaparte comenzó a escribir a Kaputt en el verano de 1941, en el pueblo de Pestchianka en Ucrania, cuando era corresponsal de guerra del Corriere della Sera en el Frente Oriental, siguiendo al ejército alemán y a sus aliados rumanos y finlandeses. El libro cuenta la experiencia de Malaparte desde mayo de 1941 hasta agosto de 1943, de Polonia a Italia, pasando por Finlandia, Laponia y Alemania.
Con la entrada de Italia en la Segunda Guerra Mundial, Malaparte fue movilizado con el rango de capitán y asignado al 5º Regimiento Alpino. Enviado al frente griego en septiembre de 1940, en 1941 comenzó a trabajar como corresponsal del Corriere della Sera. A finales de marzo de 1941 se trasladó a Yugoslavia, donde fue el único corresponsal de guerra extranjero que seguía a las tropas alemanas, como enviado con pasaporte diplomático (probablemente debido a su origen paterno alemán y al conocimiento del idioma). Tras la victoria del Eje, se trasladó a Croacia, donde fue testigo de "la creación y organización del nuevo estado proalemán de Croacia". A principios de junio recibió la orden de llegar a la frontera rumano-soviética en caso de conflicto con la URSS. Desde el inicio de la campaña siguió el avance hacia Besarabia y Ucrania con una división del 11º Ejército alemán. A finales de año pudo regresar a Italia para pasar las vacaciones con su familia. Por describir de manera realista la campaña en la URSS, fue enviado brevemente de regreso al confinamiento en Lipari, pero luego fue liberado de inmediato. Salió de Roma el 7 de enero de 1942 hacia el frente oriental.
Malaparte, en sus escritos anteriores, ya había adoptado una actitud crítica hacia el régimen nazi y había elogiado la eficiencia del ejército soviético, documentando las condiciones del gueto de Varsovia. Por este motivo las autoridades alemanas no le permitieron acercarse al teatro de operaciones. Ya en febrero Malaparte abandonó el frente oriental. Pasó más de un año en Finlandia. El 25 de julio de 1943 le llegó la noticia de la caída de Mussolini. De regreso a casa, se instaló en su villa de Capri.
Italia seguía luchando junto a los alemanes y Malaparte, por haber convocado una revuelta contra ellos, fue detenido brevemente en Roma. No se sabía mucho sobre la vida de Curzio Malaparte en los años comprendidos entre 1940 y el 8 de septiembre de 1943. Algunos documentos inéditos, procedentes de los archivos estadounidenses, han arrojado luz sobre la relación entre el escritor y las fuerzas estadounidenses estacionadas en Italia. Los artículos que envió desde el frente ucraniano, muchos de los cuales fueron suprimidos, fueron recopilados en 1943 y publicados bajo el título Il Volga nasce in Europa (El Volga nace en Europa). Estas experiencias le proporcionó la base para sus dos libros más famosos, Kaputt (1944) y La pelle (La piel, 1949).
Kaputt, publicada en 1944 por el editor Casella en Nápoles, es probablemente su obra más conocida. Esta narración representa un relato vívido y surrealista de los círculos militares y diplomáticos italianos y nazis, así como una acusación enérgica de las atrocidades de la guerra, incluidas las deportaciones y masacres de judíos rumanos.
Malaparte relata hechos vividos realmente por el escritor (como la cena con Hans Frank, el gobernador general de Polonia, luego ahorcado en Núremberg por crímenes de lesa humanidad. Malaparte lo describe sarcásticamente como un "rey de los Polacos" Malaparte deambula por diversas áreas de operación, formalmente como capitán del ejército italiano, pero en realidad desempeña el papel de corresponsal de guerra, lo que lo acerca a la figura de Ernest Hemingway. Malaparte también habla mucho de la vida en la "corte" romana del entonces ministro de Relaciones Exteriores Galeazzo Ciano.
Hizo publicar la novela Kaputt en 1944, poco después del desembarco aliado en Salerno. 

## Historia del manuscrito
La escritura de Kaputt comenzó en el verano de 1941 en Ucrania, en el jardín de la casa de un campesino junto a la Casa de los Soviets ocupada por las SS. Cuando Malaparte tuvo que ir al frente para hacer sus reportajes, confió el manuscrito al campesino que lo escondió en un agujero en una pared. Tras los escándalos por sus reportajes, Malaparte fue arrestado por la Gestapo y expulsado de Ucrania para ser enviado a Polonia. Durante su viaje llevó el manuscrito cosido en el forro de su uniforme. Luego continuó su escrito en el frente de Smolensk en Polonia, en enero y febrero de 1942. Siguiendo la misma estratagema del manuscrito cosido en el forro de su abrigo, logró transportarlo a Finlandia, donde permaneció dos años y donde continuó el libro salvo los dos últimos capítulos. Cuando en el otoño de 1942 Malaparte regresó a Italia, la Gestapo lo registró meticulosamente, pero, afortunadamente no llevaba el manuscrito. De hecho, anteriormente había confiado tres partes de su novela una al conde Agustín de Foxá, otra al príncipe Dinu Cantemir y la restante a Titu Michailesco. Finalmente, las tres partes del manuscrito fueron recolectadas y escondidas en un agujero de roca en medio de un bosque por el autor. A la caída de Mussolini, en julio de 1943, Malaparte decidió completar los capítulos finales de su libro en su casa de Capri, y publicarlo.

## Eventos históricos relacionados

### Pogromo de Iași
Este pogromo es conocido como uno de los más importantes cometidos en Europa del Este durante la Segunda Guerra Mundial. La masacre denunciada por Malaparte es sin duda la del 28 y 29 de junio de 1941, que mató a 13.600 personas pero que, sin embargo, fue olvidado durante mucho tiempo. Esta masacre es emblemática del Holocausto en Rumania, que dejó más de 250.000 muertos y, sin embargo, fue en gran parte olvidado e incluso ocultado por el régimen comunista después de la guerra.

### Gueto de Varsovia
El gueto de Varsovia se describe detalladamente tal como fue organizado por el gobernador general Frank. Este último fue condenado durante los juicios de Núremberg en 1946 por crímenes de guerra y crímenes de lesa humanidad. Se le considera uno de los responsables de la ejecución masiva de judíos polacos. Este gueto es considerado el más importante de la Segunda Guerra Mundial, creado en 1940 y destruido en 1943. Era una ciudad en la ciudad gigantesca, en pleno centro de Varsovia, rodeada por 18 kilómetros de murallas de varios metros de altura y alambre de púas que Malaparte describe bien en su libro.

### Otras masacres
Malaparte también describe, en su capítulo “ Los perros rojos ", con extrema crueldad, cómo fueron ejecutados los trabajadores más capacitados de una granja colectiva ucraniana. De hecho, esta práctica fue un lugar común durante la invasión alemana de la Unión Soviética, ya que los nazis vieron en los trabajadores cultos la mayor amenaza de una futura rebelión comunista. También fueron numerosas las ejecuciones como las descritas en el libro.
La operación " Castigo " : en su capítulo el " Rifle loco " en que describe el miedo enfermizo de un perro de caza angustiado por el ruido del bombardeo de Belgrado, Malaparte lo describe como " operación de retribución " Lo que indica el bombardeo de Belgrado, por sorpresa y sin declaración de guerra, de la Luftwaffe el domingo 6 de abril de 1941. Es el bombardeo considerado el detonante de la invasión de Yugoslavia. Esta operación estuvo marcada por una verdadera oleada de pánico de los habitantes deBelgrado. El número de muertos por estos bombardeos se estima en 17.000.

## Análisis de la obra

### Una novela autobiográfica
De 1941 a 1943 Curzio Malaparte fue corresponsal de guerra del periódico italiano Corriere della Sera en los frentes orientales. También su novela describe las diversas experiencias del autor en los países por los que atravesó durante este período, Ucrania, Polonia, Rumanía y Finlandia. Su novela oscila entre banquetes y reuniones sociales, discusiones con personalidades aristocráticas y relatos de guerra en forma de documental. Es en el marco de estos relatos retrospectivos donde se manifiesta el carácter autobiográfico de esta novela, el autor parece relatar fielmente el realismo, la crueldad y el desapego de los interlocutores que ha conocido. La crueldad despojada de los relatos de Malaparte, crea una atmósfera de testimonio histórico trascendente de los acontecimientos, que sitúa al lector como un testigo de la tragedia humana que representan.

### Estilo literario
La obra de Curzio Malaparte tiene su origen en varias influencias literarias, desde Chateaubriand y sus Memorias de ultratumba, de la que aseguraba pertenecer a su herencia intelectual, hasta Marcel Proust que abre la obra gracias al título del primer capítulo " Del lado de Guermantes ". Malaparte afirmó, en particular, estar muy cerca de Chateaubriand. El estilo de Kaputt contiene la impronta del romántico francés a través de la importancia que se le da a la naturaleza. Abundan las descripciones de paisajes, a veces espléndidas, a veces de pesadilla, en particular en la primera parte que ofrece la descripción del paisaje sueco gracias a una importante paleta cromática y un gran interés por los cambios de luz. El énfasis no está en el realismo de las escenas, que son espectaculares, de pesadilla, descritas en un estilo poético, a veces de encantamiento. Tenemos así una mistificación de la guerra y sus atrocidades, que también pasa por la fascinación del autor por la dislocación de los cuerpos. La ironía y el sarcasmo también tiñen la obra de Malaparte, que describe cuadros de pesadilla con un estilo desapegado o responde de manera mordaz a sus interlocutores.
Además, Kaputt se nutre de la herencia proustiana a través de su estilo narrativo, que toma la forma de una reconstrucción de escenas vividas a través de la memoria. Los recuerdos se cosen entre sí con pequeños toques cromáticos y sensoriales, enfatizando el hedor de los cuerpos en descomposición y la oscuridad de las escenas de guerra. La historia se alterna, sin embargo, con escenas más alegres, como banquetes o momentos de respiro. Por esto Malaparte describió su obra como una historia " cruel y alegre », declarando en particular haber atravesado la guerra como un espectro.

### Visiones del mundo y de la guerra
Malaparte declaró en su prefacio que el título Kaputt había sido elegido en referencia al significado de la palabra en alemán, que se refiere a lo que está roto, acabado, destrozado, perdido. En palabras del propio autor, este término "no podría indicar mejor lo que somos, lo que es Europa, de ahora en adelante: un montón de escombros". Lo que la obra pone en escena es, de hecho, el espectáculo de la descomposición de una sociedad y de una civilización moribunda. Malaparte declara al príncipe Eugenio, al final de la primera parte, "Todo lo que tiene Europa de noble, fino, puro, muere. El caballo es nuestra patria. Entiendes lo que quiero decir con eso. Nuestra patria está muriendo, nuestra antigua patria. Y todas las imágenes inquietantes, esa continua obsesión del relinchar, del terrible y triste olor de los caballos muertos, volcados en los caminos de la guerra, ¿no crees que corresponden a las imágenes de la guerra?: a nuestra voz, a tu olor, al olor de Europa muerta?". Además de la descomposición de la sociedad, también está en juego la degradación del hombre. La guerra aparece, según el autor, sólo como un personaje secundario, el " objetivo paisajístico de este libro ".
Malaparte también elaboró una tipología de las diferentes nacionalidades involucradas durante la guerra atribuyéndolas características propias. Los italianos tendrían según él una mentalidad servil, lo que explicaría su resignación durante la guerra, mientras que los rusos tendrían un gran coraje, un gran espíritu de resistencia y sentido del sacrificio. La ideología y la crueldad nazi, y especialmente hacia los judíos, se explican sobre la base del miedo al débil, al inferior y al vulnerable, inherente a esta civilización según Malaparte.

## Recepción de la obra y su continuación
El libro, que apareció durante la guerra en 1944, causó mucho escándalo (debido en particular a que se discutía la autenticidad histórica de los relatos) y un vasto movimiento de alabanza. La piel, continuación de Kaputt, apareció en 1949. El libro se considera actualmente como una de las cumbres literarias y de testimonio histórico de todo el siglo XX.